# Cisnes que se reflejan como elefantes
Cisnes que se reflejan como elefantes es una pintura por el pintor surrealista español Salvador Dalí. El cuadro fue pintado durante su período paranoico-crítico, y contiene una de las imágenes dobles más conocidas que formaron una parte importante de este período. 
Swans Reflecting Elephants
En la Segunda Guerra Mundial, esta obra fue expoliada por el ejército alemán durante la ocupación francesa y permaneció almacenada en el museo Jeu de Paume de París en la llamada "salle des martyrs" entre 1940-1944. Hoy el cuadro pertenece a Cavaliere Holding, Co., Inc., en Ginebra, Suiza.